# Lindenschied
Lindenschied est une municipalité du Verbandsgemeinde Kirchberg, dans l'arrondissement de Rhin-Hunsrück, en Rhénanie-Palatinat, dans l'ouest de l'Allemagne.
Le tribunal de grande instance Rhaunen subalterne Lindenschied était d'abord mentionné en 1345. Le document note le statut Lindenschied et d'autres villes qui étaient controversés sur ses limites et les droits entre le Wildgrafen de Kyrburg, le Lindenschied appartenait, et l'Sponheimer. Le différend a été réglé par l'archevêque de Mayence, Gerlier de Nassau (1322-1371) en 1354.

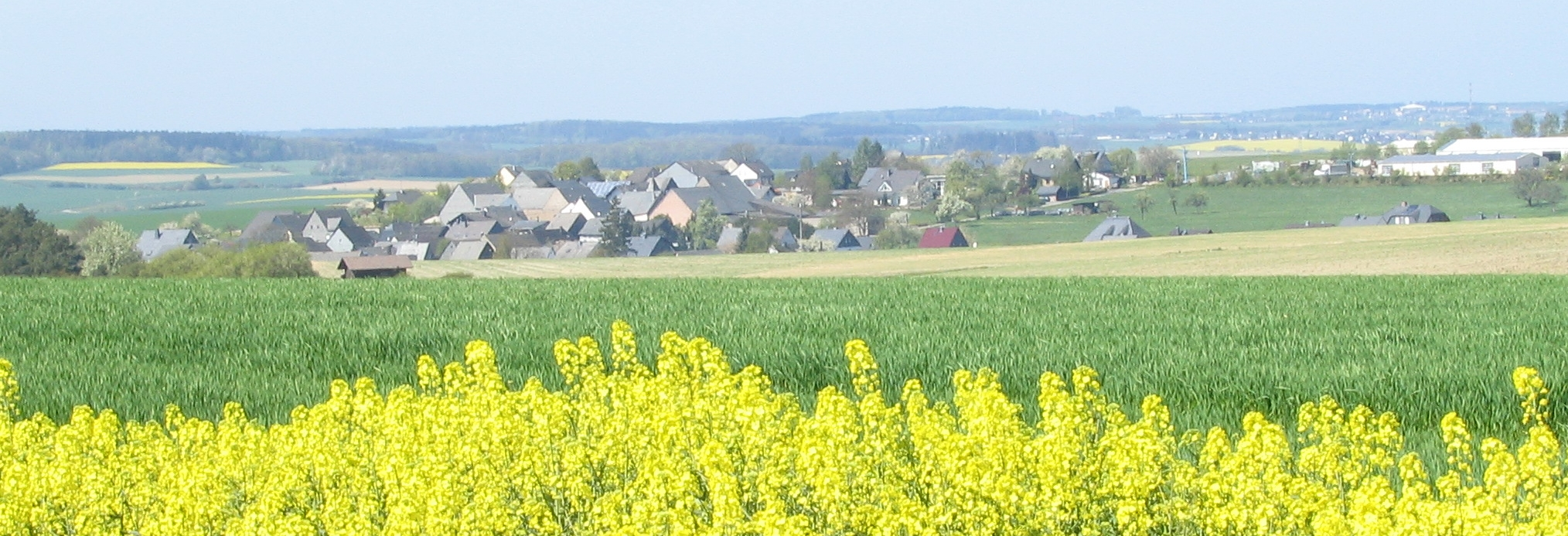
Lindenschied, vue de l'est

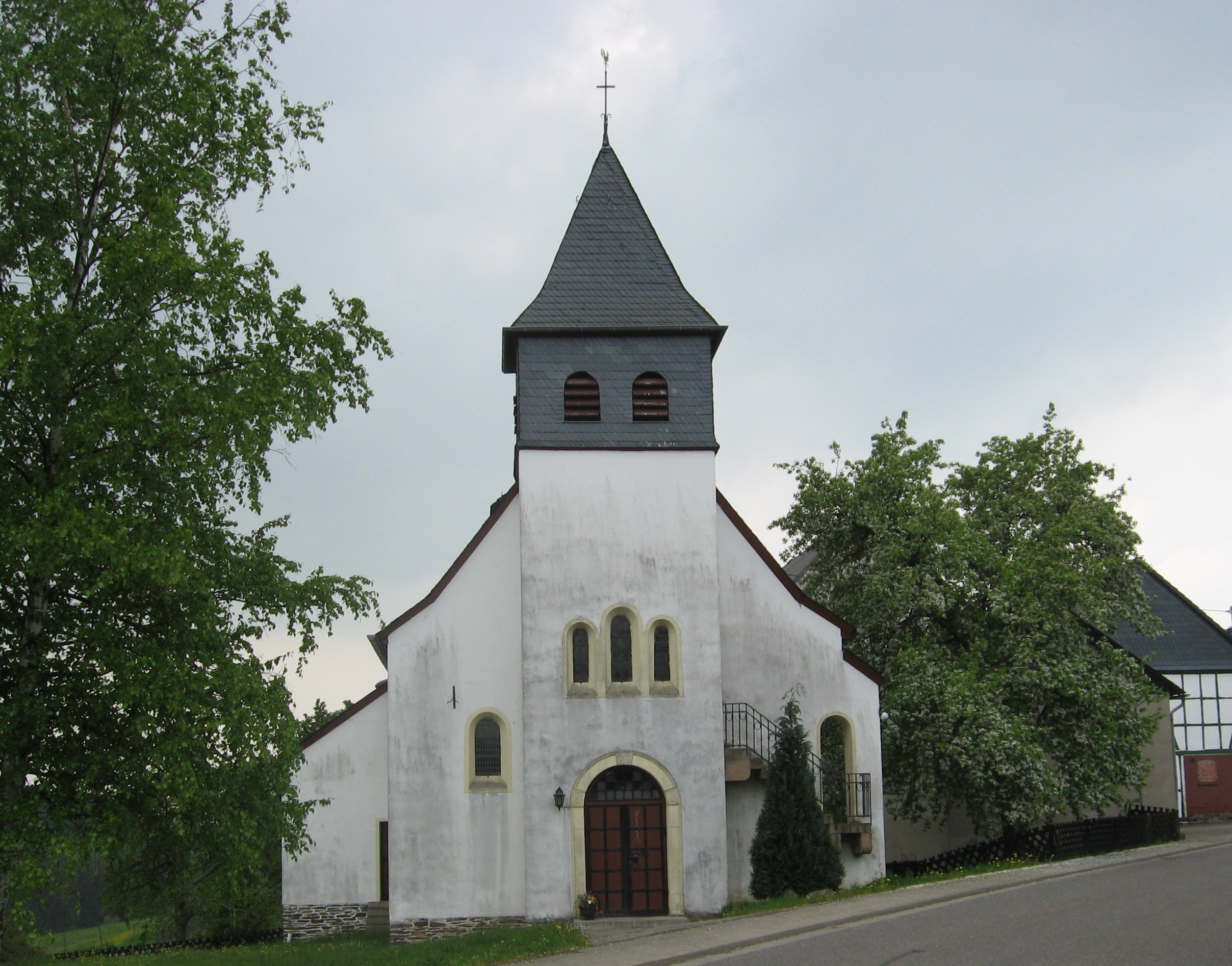
Chapelle catholique